# Копанское сельское поселение
Копанское сельское поселение — муниципальное образование в составе Ейского района Краснодарского края России. 
В рамках административно-территориального устройства Краснодарского края ему соответствует Копанский сельский округ.
Административный центр — станица Копанская.

## Население
| 2010  | 2012  | 2013  | 2014  | 2015  | 2016  | 2017  |
| ----- | ----- | ----- | ----- | ----- | ----- | ----- |
| 3965  | ↘3923 | ↘3866 | ↘3802 | ↘3734 | ↘3702 | ↘3666 |
| 2018  | 2019  | 2020  | 2021  | 2023  |       |       |
| ↘3634 | ↘3602 | ↘3592 | ↗3610 | ↘3599 |       |       |